# Hiper-Ring
Hiper-Ring – architektura sieci w kształcie pierścienia, zastosowana przez firmę Hirschmann w urządzeniach sieciowych na bazie protokołu redundantnego (ang. MRP – Media Redundancy Protocol). 
Podstawową zaletą jest zachowanie rezerwowego połączenia i szybkie przekierowanie ruchu sieciowego w przypadku awarii aktywnego połączenia, gwarantowany czas przełączenia jak podaje producent dla sieci 100 Mbit/s opartej na 50 przełącznikach nie powinien przekraczać 500 ms. Jest to prostsze rozwiązanie dla zapewnienia redundancji sieci niż stosowanie połączeń równoległych i protokołu PRP (ang. Parallel Redundancy Protocol). 
Rozwiązania takie często stosowane są w rozbudowanych instalacjach automatyki przemysłowej. 